# Championnats du monde d'athlétisme 1991
Navigation
Les 3es Championnats du monde d'athlétisme se sont tenus du 23 août au 1er septembre 1991 (pas de compétition le mercredi 28 août) au Stade olympique de Tokyo, au Japon. 1 491 athlètes issus de 162 nations (dont l'Allemagne réunifiée) ont pris part aux 43 épreuves du programme.

## Faits marquants
Ces troisièmes championnats du monde sont d’un niveau égal chez les hommes à ceux de Rome de 1987 : 13 des 24 vainqueurs ont une performance supérieure ou égale à celle du vainqueur de 1987. Chez les femmes, seulement 4 des 19 vainqueurs ont une performance supérieure à celle de la gagnante de 1987.
Les États-Unis et l'Union Soviétique dominent en remportant 44 % des titres, 43 % des médailles et 34 % des points à la place (placing table). Chez les hommes, les États-Unis sont premiers avec 9 titres, 20 médailles et 177 points à la place devant l'Union Soviétique, 3 titres, 11 médailles et 112 points. Chez les femmes, l’Union Soviétique est première avec 6 titres, 18 médailles et 171 points devant l’Allemagne, 4 titres, 12 médailles et 126 points (en 1987, les 2 Allemagne totalisaient 6 titres, 24 médailles et 212 points). 
Trois athlètes réalisent l'exploit de remporter leur troisième titre mondial d'affilée : les Américains Carl Lewis au 100 m et Greg Foster au 110 m haies ainsi que Serguei Bubka (Union Soviétique) à la perche.
Le 100 m masculin voit six coureurs passer sous la barrière des 10 secondes. Carl Lewis l'emporte pour la troisième fois consécutive en établissant un nouveau record du monde en 9 s 86. Les records d'Europe et d'Afrique sont également battus. 
Au saut en longueur masculin, après un concours captivant, Mike Powell établit un nouveau record du monde de l'épreuve avec un bond à 8,95 m, effaçant des tablettes la performance de Bob Beamon (8,90 m) réalisée en 1968. Son adversaire du jour, Carl Lewis — tenant du titre — avait pourtant franchi 8,91 m avec trop de vent favorable. 
Série de Mike Powell : 7,85 m (vent +2,3 m/s) ; 8,54 m (vent +0,4 m/s) ; 8,29 m (vent +0,9 m/s) ; 0 ; 8,95 m (vent +0,3 m/s) ; 0.
Série de Carl Lewis :  8,68 m (vent 0) ; 8,83 m (vent +2,3 m/s); 0 ; 8,91 m (vent +2,9 m/s) ; 8,87 m  (vent -0,2m/s) ; 8,84 m (vent +1,7 m/s).
En relais, les États-Unis réalisent un nouveau record du monde du 4 × 100 mètres en 37 s 50.
Parmi les finalistes, le Norvégien Georg Andersen, initialement deuxième du lancer du poids, a été disqualifié pour dopage. Officiellement, il n'y a pas eu d'autre athlète contrôlé positif au dopage lors de ces championnats, déclassé de façon rétroactive et de record remis en cause.

## Résultats

### Hommes
| Épreuves                  | Or                                                                               | Argent                                                                              | Bronze                                                                              |
| ------------------------- | -------------------------------------------------------------------------------- | ----------------------------------------------------------------------------------- | ----------------------------------------------------------------------------------- |
| 100 m détails             | Carl Lewis 9 s 86 (RM)                                                           | Leroy Burrell 9 s 88                                                                | Dennis Mitchell 9 s 91                                                              |
| 200 m détails             | Michael Johnson 20 s 01                                                          | Frank Fredericks 20 s 34                                                            | Atlee Mahorn 20 s 49                                                                |
| 400 m détails             | Antonio Pettigrew 44 s 57                                                        | Roger Black 44 s 62                                                                 | Danny Everett 44 s 63                                                               |
| 800 m détails             | Billy Konchellah 1 min 43 s 99                                                   | José Luíz Barbosa 1 min 44 s 24                                                     | Mark Everett 1 min 44 s 67                                                          |
| 1 500 m détails           | Noureddine Morceli 3 min 32 s 84 (RC)                                            | Wilfred Kirochi 3 min 34 s 84                                                       | Hauke Fuhlbrügge 3 min 35 s 28                                                      |
| 5 000 m détails           | Yobes Ondieki 13 min 14 s 45 (RC)                                                | Fita Bayisa 13 min 16 s 64                                                          | Brahim Boutayeb 13 min 22 s 70                                                      |
| 10 000 m détails          | Moses Tanui 27 min 38 s 74                                                       | Richard Chelimo 27 min 39 s 41                                                      | Khalid Skah 27 min 41 s 74                                                          |
| Marathon détails          | Hiromi Taniguchi 2 h 14 min 57 s                                                 | Ahmed Saleh 2 h 15 min 26 s                                                         | Steve Spence 2 h 15 min 36 s                                                        |
| 110 m haies détails       | Greg Foster 13 s 06                                                              | Jack Pierce 13 s 06                                                                 | Tony Jarrett 13 s 25                                                                |
| 400 m haies détails       | Samuel Matete 47 s 64                                                            | Winthrop Graham 47 s 74 (RN)                                                        | Kriss Akabusi 47 s 86 (RN)                                                          |
| 3 000 m steeple détails   | Moses Kiptanui 8 min 12 s 59                                                     | Patrick Sang 8 min 13 s 44                                                          | Azzedine Brahmi 8 min 15 s 54                                                       |
| 20 km marche détails      | Maurizio Damilano 1 h 19 min 37 s (RC)                                           | Mikhail Shchennikov 1 h 19 min 46 s                                                 | Yevgeniy Misyulya 1 h 20 min 22 s                                                   |
| 50 km marche détails      | Aliaksandr Patashou 3 h 53 min 09 s                                              | Andrey Perlov 3 h 53 min 09 s                                                       | Hartwig Gauder 3 h 55 min 14 s                                                      |
| 4 × 100 m détails         | États-Unis Andre Cason Leroy Burrell Dennis Mitchell Carl Lewis 37 s 50 (RM)     | France Max Morinière Daniel Sangouma Jean-Charles Trouabal Bruno Marie-Rose 37 s 87 | Grande-Bretagne Tony Jarrett John Regis Darren Braithwaite Linford Christie 38 s 09 |
| 4 × 400 m détails         | Grande-Bretagne Roger Black Derek Redmond John Regis Kriss Akabusi 2 min 57 s 53 | États-Unis Andrew Valmon Quincy Watts Danny Everett Antonio Pettigrew 2 min 57 s 57 | Jamaïque Patrick O'Connor Devon Morris Winthrop Graham Seymour Fagan 3 min 00 s 10  |
| Saut en longueur détails  | Mike Powell 8,95 m (RM)                                                          | Carl Lewis 8,91 m                                                                   | Larry Myricks 8,42 m                                                                |
| Triple saut détails       | Kenny Harrison 17,78 m                                                           | Leonid Voloshin 17,75 m                                                             | Mike Conley 17,62 m                                                                 |
| Saut en hauteur détails   | Charles Austin 2,38 m (RC)                                                       | Javier Sotomayor 2,36 m                                                             | Hollis Conway 2,36 m                                                                |
| Saut à la perche détails  | Sergueï Bubka 5,95 m (RC)                                                        | István Bagyula 5,90 m                                                               | Maksim Tarasov 5,85 m                                                               |
| Lancer du poids détails   | Werner Günthör 21,67 m                                                           | Lars Arvid Nilsen 20,75 m                                                           | Oleksandr Klymenko 20,34 m                                                          |
| Lancer du disque détails  | Lars Riedel 66,20 m                                                              | Erik de Bruin 65,82 m                                                               | Attila Horváth 65,32 m                                                              |
| Lancer du marteau détails | Youri Sedykh 81,70 m                                                             | Igor Astapkovich 80,94 m                                                            | Heinz Weis 80,44 m                                                                  |
| Lancer du javelot détails | Kimmo Kinnunen 90,82 m                                                           | Seppo Räty 88,12 m                                                                  | Vladimir Sasimovich 87,08 m                                                         |
| Décathlon détails         | Dan O'Brien 8 812 pts (RC)                                                       | Mike Smith 8 549 pts                                                                | Christian Schenk 8 394 pts                                                          |

### Femmes
| Épreuves                  | Or                                                                                                | Argent                                                                                       | Bronze                                                                            |
| ------------------------- | ------------------------------------------------------------------------------------------------- | -------------------------------------------------------------------------------------------- | --------------------------------------------------------------------------------- |
| 100 m détails             | Katrin Krabbe 10 s 99                                                                             | Gwen Torrence 11 s 03                                                                        | Merlene Ottey 11 s 06                                                             |
| 200 m détails             | Katrin Krabbe 22 s 09                                                                             | Gwen Torrence 22 s 16                                                                        | Merlene Ottey 22 s 21                                                             |
| 400 m détails             | Marie-José Pérec 49 s 13                                                                          | Grit Breuer 49 s 42                                                                          | Sandra Myers 49 s 78                                                              |
| 800 m détails             | Liliya Nurutdinova 1 min 57 s 50                                                                  | Ana Fidelia Quirot 1 min 57 s 55                                                             | Ella Kovacs 1 min 57 s 58                                                         |
| 1 500 m détails           | Hassiba Boulmerka 4 min 02 s 21                                                                   | Tatyana Dorovskikh 4 min 02 s 58                                                             | Lyudmila Rogachova 4 min 02 s 72                                                  |
| 3 000 m détails           | Tatyana Dorovskikh 8 min 35 s 82                                                                  | Yelena Romanova 8 min 36 s 06                                                                | Susan Sirma 8 min 39 s 41                                                         |
| 10 000 m détails          | Liz McColgan 31 min 14 s 31                                                                       | Zhong Huandi 31 min 35 s 08                                                                  | Wang Xiuting 31 min 35 s 99                                                       |
| Marathon détails          | Wanda Panfil 2 h 29 min 53 s                                                                      | Sachiko Yamashita 2 h 29 min 57 s                                                            | Katrin Dörre 2 h 30 min 10 s                                                      |
| 100 m haies détails       | Ludmila Narozhilenko 12 s 59                                                                      | Gail Devers 12 s 63                                                                          | Nataliya Grygoryeva 12 s 69                                                       |
| 400 m haies détails       | Tatyana Ledovskaya 53 s 11 (RC)                                                                   | Sally Gunnell 53 s 16 (RN)                                                                   | Janeene Vickers 53 s 47                                                           |
| 10 km marche détails      | Alina Ivanova 42 min 57 s (RC)                                                                    | Madelein Svensson 43 min 13 s                                                                | Sari Essayah 43 min 13 s                                                          |
| 4 × 100 m détails         | Jamaïque Dahlia Duhaney Juliet Cuthbert Beverly McDonald Merlene Ottey 41 s 94                    | Union soviétique Natalya Kovtun Galina Malchugina Yelena Vinogradova Irina Privalova 42 s 20 | Allemagne Grit Breuer Katrin Krabbe Sabine Richter Heike Drechsler 42 s 33        |
| 4 × 400 m détails         | Union soviétique Tatyana Ledovskaya Lyudmyla Dzhygalova Olga Nazarova Olha Bryzhina 3 min 18 s 43 | États-Unis Rochelle Stevens Diane Dixon Jearl Miles Lillie Leatherwood 3 min 20 s 15         | Allemagne Uta Rohländer Katrin Krabbe Christine Wachtel Grit Breuer 3 min 21 s 25 |
| Saut en longueur détails  | Jackie Joyner-Kersee 7,32 m                                                                       | Heike Drechsler 7,29 m                                                                       | Larisa Berezhnaya 7,11 m                                                          |
| Saut en hauteur détails   | Heike Henkel 2,05 m                                                                               | Yelena Yelesina 1,98 m                                                                       | Inha Babakova 1,96 m                                                              |
| Lancer du poids détails   | Huang Zhihong 20,83 m                                                                             | Natalya Lisovskaya 20,29 m                                                                   | Svetlana Krivelyova 20,16 m                                                       |
| Lancer du disque détails  | Tsvetanka Hristova 71,02 m                                                                        | Ilke Wyludda 69,12 m                                                                         | Larisa Mikhalchenko 68,26 m                                                       |
| Lancer du javelot détails | Xu Demei 68,78 m                                                                                  | Petra Meier 68,68 m                                                                          | Silke Renk 66,80 m                                                                |
| Heptathlon détails        | Sabine Braun 6 672 pts                                                                            | Liliana Năstase 6 493 pts                                                                    | Irina Belova 6 448 pts                                                            |

## Tableau des médailles
| Rang | Nation           | Or | Argent | Bronze | Total |
| ---- | ---------------- | -- | ------ | ------ | ----- |
| 1    | États-Unis       | 10 | 8      | 8      | 26    |
| 2    | Union soviétique | 9  | 9      | 11     | 29    |
| 3    | Allemagne        | 5  | 4      | 8      | 17    |
| 4    | Kenya            | 4  | 3      | 1      | 8     |
| 5    | Grande-Bretagne  | 2  | 2      | 3      | 7     |
| 6    | Chine            | 2  | 1      | 1      | 4     |
| 7    | Algérie          | 2  | 0      | 1      | 3     |
| 8    | Jamaïque         | 1  | 1      | 3      | 5     |
| 9    | Finlande         | 1  | 1      | 1      | 3     |
| 10   | France           | 1  | 1      | 0      | 2     |
| 10   | Japon            | 1  | 1      | 0      | 2     |
| 12   | Bulgarie         | 1  | 0      | 0      | 1     |
| 12   | Italie           | 1  | 0      | 0      | 1     |
| 12   | Pologne          | 1  | 0      | 0      | 1     |
| 12   | Suisse           | 1  | 0      | 0      | 1     |
| 12   | Zambie           | 1  | 0      | 0      | 1     |
| 17   | Cuba             | 0  | 2      | 0      | 2     |
| 18   | Canada           | 0  | 1      | 1      | 2     |
| 18   | Hongrie          | 0  | 1      | 1      | 2     |
| 18   | Roumanie         | 0  | 1      | 1      | 2     |
| 21   | Brésil           | 0  | 1      | 0      | 1     |
| 21   | Djibouti         | 0  | 1      | 0      | 1     |
| 21   | Éthiopie         | 0  | 1      | 0      | 1     |
| 21   | Namibie          | 0  | 1      | 0      | 1     |
| 21   | Pays-Bas         | 0  | 1      | 0      | 1     |
| 21   | Norvège          | 0  | 1      | 0      | 1     |
| 21   | Suède            | 0  | 1      | 0      | 1     |
| 28   | Maroc            | 0  | 0      | 2      | 2     |
| 29   | Espagne          | 0  | 0      | 1      | 1     |
|      |                  | 43 | 43     | 43     | 129   |